# Elektrodereactie
Onder de elektrodereactie wordt in de elektrochemie de chemische reactie verstaan die verloopt aan een elektrode. In tegenstelling tot normale chemische reacties, waarin elektronen alleen gebonden aan atomen of ionen kunnen voorkomen, wordt bij elektrodereacties geaccepteerd dat er "vrije elektronen" ontstaan of opgenomen worden. Echt vrij zijn deze elektronen niet, want ze worden door de elektrode geleverd of opgenomen. De elektrodereactie is doorgaans een halfreactie. Het belang van de elektrodereactie ligt in het feit dat er een relatie gelegd wordt tussen een elektrische grootheid (lading) en een chemische grootheid (aantal deeltjes).

## Voorbeelden
- Bij de bereiding van zuiver koper vindt aan de kathode de elektrodereactie Cu2+ + 2 e— → Cuo plaats.[1]
- Bij de coulometrische bepaling van chloride vindt aan de werkelektrode de elektrodereactie Ago → Ag+ + e— plaats.
- In de elektrogravimetrische bepaling van chroom is de reactie Cr3+ + 3 e— → Cro de elektrodereactie aan de werkelektrode. Aan de tegenelektrode vindt de reactie 2 H2O → O2 + 4 H+ als elektrodereactie plaats.

## Voetnoten
1. ↑  De aanduiding van de lading in Cuo is niet verplicht, maar geeft in een omgeving waarin veelvuldig met verschillende ladingen van ionen gewerkt wordt duidelijk aan dat de lading niet "vergeten" is.